# Srbovo
Srbovo (en serbe cyrillique : Србово) est un village de Serbie situé dans la municipalité de Negotin, district de Bor. Au recensement de 2011, il comptait 418 habitants.

## Démographie

### Évolution historique de la population
| 1948 | 1953 | 1961 | 1971  | 1981  | 1991 | 2002 | 2011 |
| ---- | ---- | ---- | ----- | ----- | ---- | ---- | ---- |
| 951  | 972  | 999  | 1 030 | 1 053 | 951  | 502  | 418  |

|  |